# Carrilhões de Mafra

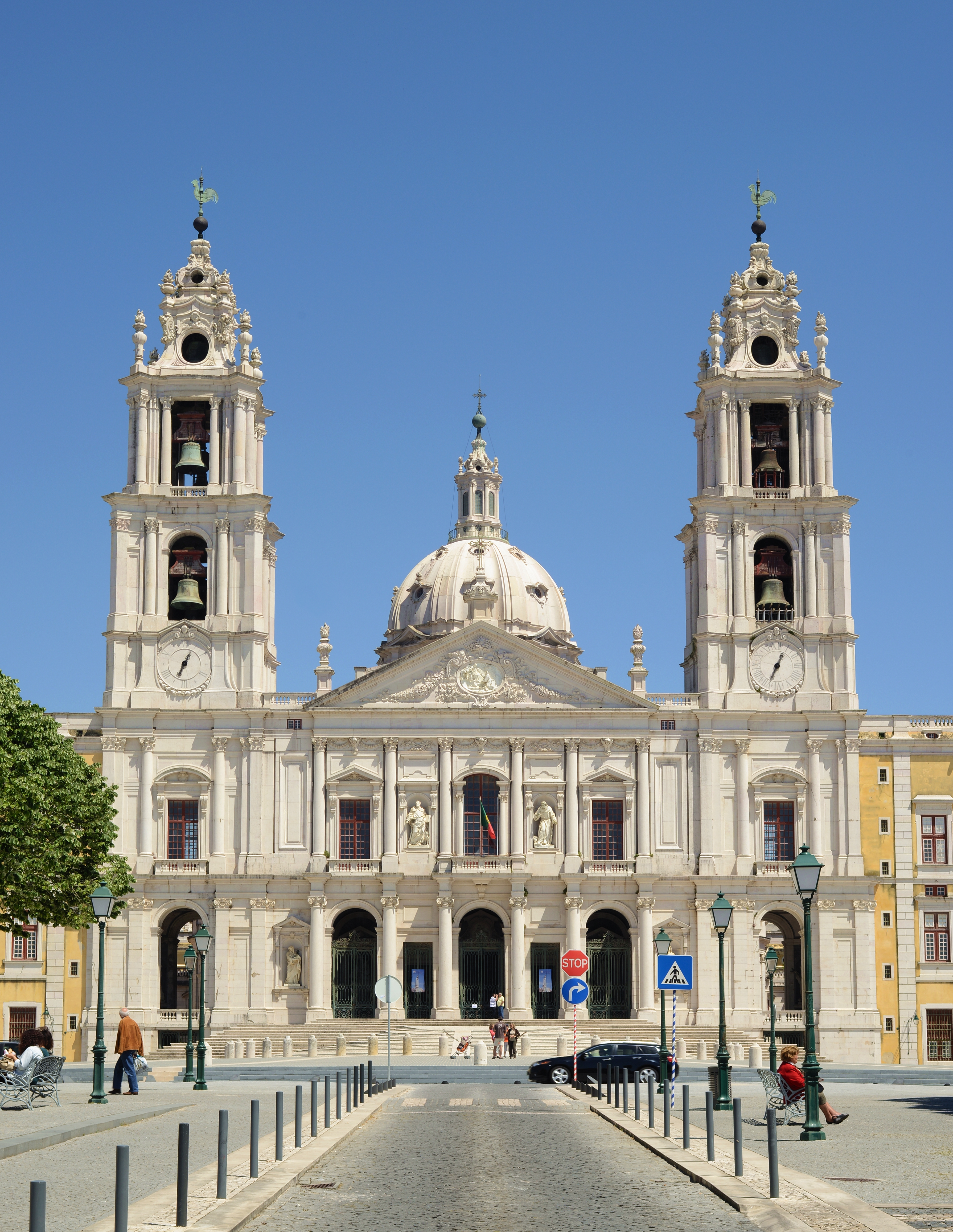
Torres do carrilhão, fachada principal

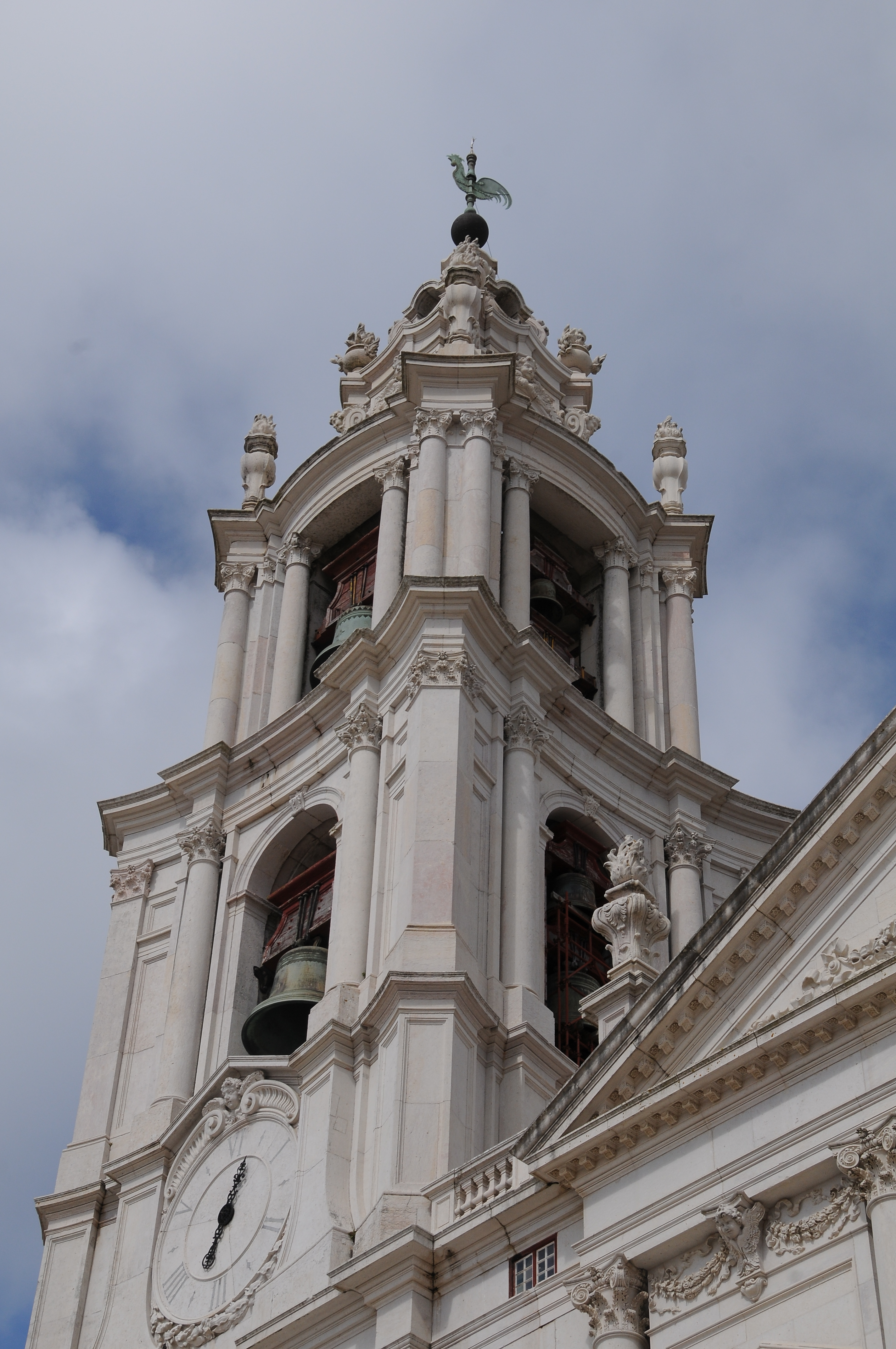
O carrilhão de Levache

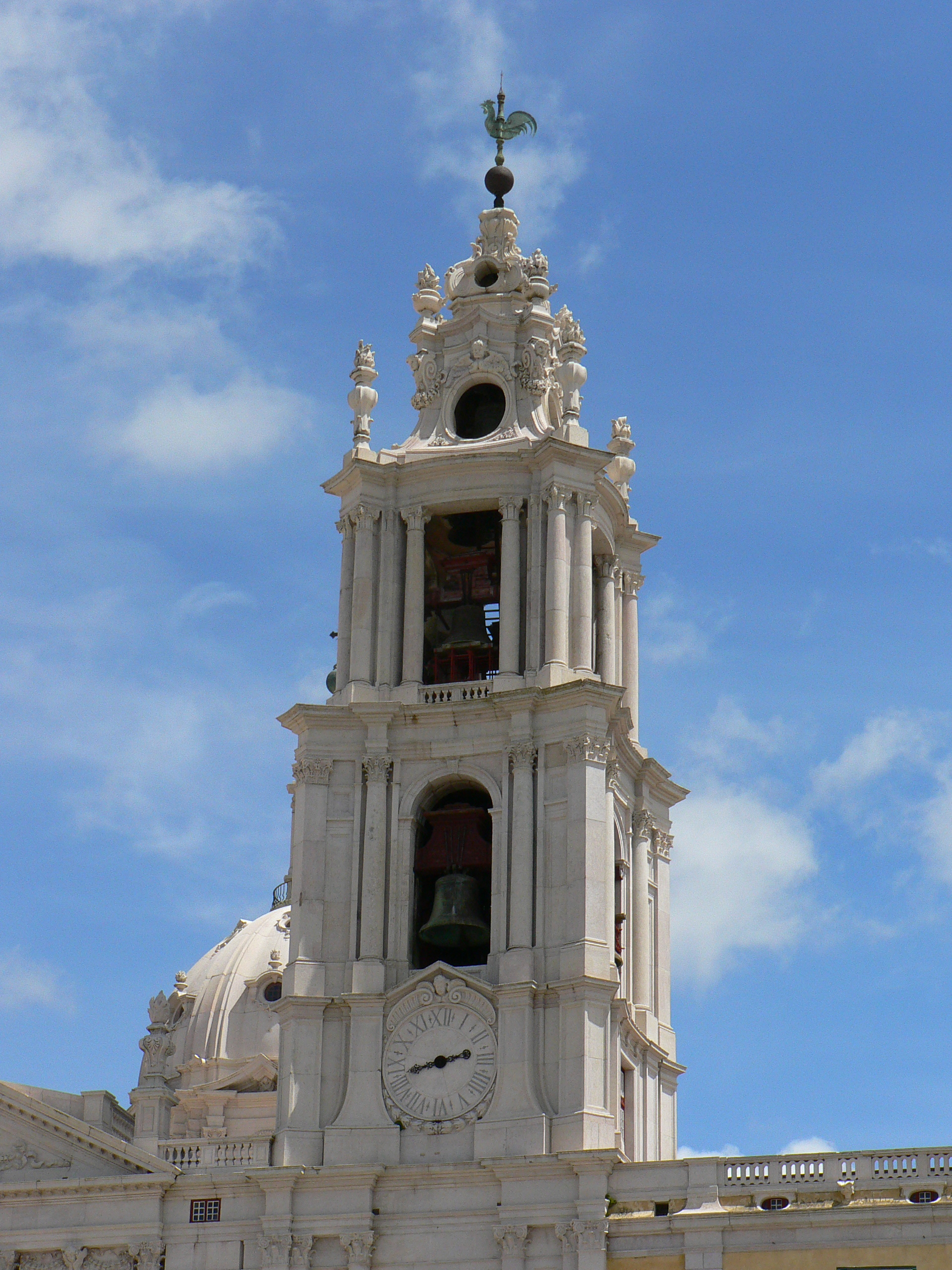
O carrilhão de Witlockx

Os carrilhões de Mafra constituem o maior conjunto de carrilhão do mundo.
Ocupando duas torres de 50 metros de altura no Palácio de Mafra, contam com 120 sinos, divididos entre carrilhão (45 sinos na torre norte, 53 na torre sul), sinos litúrgicos e sinos de relógio.
Juntamente com todo o Edifício Real de Mafra (em português: Edifício Real de Mafra), os carrilhões foram inscritos na Lista do Património Mundial da UNESCO em 2019.

## Descrição
Ambos os carrilhões são compostos simultaneamente por dois sistemas:
- Um sistema mecânico, que funciona como um órgão Barbieri, com dois colossais cilindros de bronze, onde está marcada a afinação das notas musicais. Quando acionados pelo mecanismo do relógio, o movimento dos cilindros faz com que pinos acionem teclas metálicas ou martelos, movimentando os batentes dos sinos de acordo com um programa melódico.
- O carrilhão mecânico, por sua vez, toca todos os dias ao meio-dia, a cada meia e hora cheia, desde o nascer até ao pôr do sol – um sistema operado manualmente por um carrilhanista, que aciona o teclado com as mãos e os pés, disparando o toque dos sinos.

Reza a lenda que o rei João V de Portugal encomendou dois carrilhões, e não apenas um, porque simplesmente podia arcar com comissões tão luxuosas.
Os carrilhões das torres foram fabricados por sineiros flamengos, nas fundições de Nicholas II Levache em Liège e Willem Witlockx em Antuérpia.
Cada uma das torres de sinos possui 58 sinos, pertencendo cada um a um total de 49 sinfonias. Os primeiros sinos pesam cada um 625 "arrobas" [1 arroba = 14,688 kg], ou seja, mais de 9 180 kg. Os de segunda grandeza pesam 291 "arrobas", ou 4 270 kg cada; os de terceira, 231 "arrobas", correspondendo a 3 392 kg cada; os de quarta, 99 "arrobas", ou 1 454 kg cada. A grandeza diminui até chegar ao menor, pesando cerca de 15 kg. Finalmente, as rodas e engrenagens dos sinos pesam 1 420 "quintais" [1 quintal = 58,752 kg], ou 83 427,84 kg.
Os carrilhões passaram por extensas obras entre 2015 e 2019, para restaurar e preservar o seu desempenho e esplendor ideais.

## Palácio Nacional de Mafra
Situado a 40 km a noroeste de Lisboa, o Edifício Real de Mafra e a propriedade adjacente foram idealizados por D. João V em 1711 como uma representação tangível da sua ideia de monarquia e Estado. Este imponente edifício quadrangular abriga os palácios do rei e da rainha, uma capela real em forma de basílica barroca romana, um mosteiro franciscano e uma impressionante biblioteca com 36 000 volumes. O complexo é completado pelo Jardim do Cerco, com o seu traçado geométrico, e pelo parque e coutada real (Tapada de Mafra).
A Biblioteca Monástica Real do Palácio Nacional de Mafra é uma das mais importantes da Europa, com uma valiosa coleção de ilustrações do século XVIII. Possui também obras raras, como a coleção de incunábulos (obras impressas antes de 1501), a famosa "Crónica de Nuremberga" (1493), bíblias notáveis, a Encyclopédie francesa (editada por Diderot e d'Alembert), livros de horas iluminados do século XV e um importante núcleo de partituras de compositores portugueses e estrangeiros, especialmente escritas para os seis órgãos históricos da Basílica.
Este complexo é uma das mais magníficas obras empreendidas por D. João V e ilustra o poder e o alcance do Império Português nessa época. É também um dos melhores exemplos de arquitetura barroca na Europa.

## Uso atual
Atualmente, os carrilhões são tocados em concertos organizados pelo Palácio de Mafra e pela Câmara Municipal de Mafra. Também são tocados em cerimónias religiosas, nomeadamente nas procissões da Quaresma em Mafra.